# Severia
Severia hoặc Siveria (tiếng Slav Đông cổ: Сѣверія, tiếng Nga: Северщина, đã Latinh hoá: Severshchina, tiếng Ukraina: Сіверія hay Сіверщина, chuyển tự Siveria hay Sivershchyna) là một khu vực lịch sử tại phía tây nam Nga, phía bắc Ukraina, và phía đông Belarus hiện nay. Bộ phận lớn nhất nằm tại Nga hiện nay, trong khi phần trung tâm của khu vự là thành phố Chernihiv thuộc Ukraina.

## Người Severia
Khu vực này được đặt tên theo người Severia, một bộ lạc Đông Slav sinh sống trên lãnh thổ vào cuối thiên niên kỷ thứ 1 CN; tên của họ trong tiếng Slav có nghĩa là "người phương Bắc". Các khu định cư chính của họ bao gồm bảy thành phố của nước Nga hiện tại (Kursk, Rylsk, Starodub, Trubchevsk, Sevsk, Bryansk, Belgorod) và năm thành phố của Ukraina (Liubech, Novhorod-Siverskyi, Chernihiv, Putyvl, Hlukhiv).
Theo Biên niên sử chính yếu, người Severia đã cống nạp cho người Khazar, cùng với người Polan lân cận . Thân vương Oleg của Novgorod (trị vì 879–912) đã chinh phục họ và sáp nhập vùng đất của họ vào thân vương quốc mới Kiev Rus'. Vào thời của Yaroslav Thông thái (1019–1054), người Severia đã mất đi phần lớn tính riêng biệt của họ, và các khu vực của Severia dọc theo thượng nguồn sông Desna bị kiểm soát bởi Thân vương quốc Chernigov.

## Lịch sử
Năm 1096, Oleg I của Chernigov đã tạo ra một Thân vương quốc Severia rộng lớn, trải dài đến tận thượng nguồn của sông Oka. Cho đến cuối thế kỷ đó, thân vương quốc này đóng vai trò là quốc gia vùng đệm chống lại các cuộc tấn công của người Cuman. Người cai trị nổi tiếng nhất của Severia là Thân vương Igor (1150–1202), người có những kỳ công được kể lại trong sử thi thế kỷ 12 Truyện kể cuộc viễn chinh Igor.

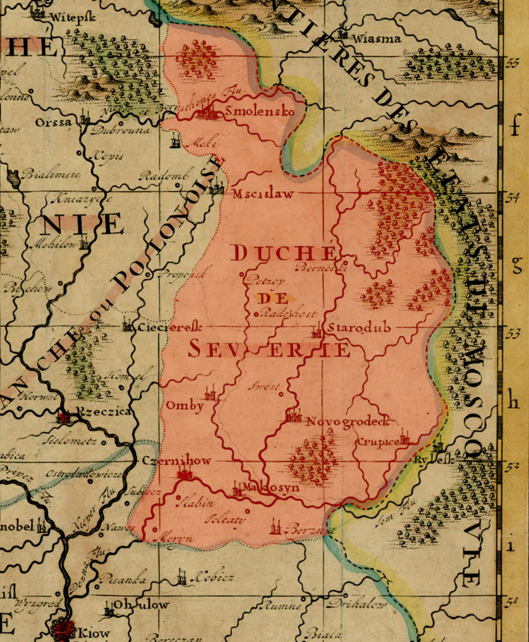
Công quốc Severia được mô tả bởi Henri Chatelain trong bản đồ của ông về Thịnh vượng chung Ba Lan-Litva năm 1712.

Sau khi Mông Cổ xâm lược Rus', thân vương quốc phần lớn đã bị hủy hoại, tuy nhiên nó vẫn không bị tổn hại trong suốt các cuộc xâm lược lặp đi lặp lại của người Tatar. Thật không may, không có nhiều thông tin về thời kỳ này vì Severia hiếm khi được nhắc đến trong các tài liệu viết về thế kỷ 13. Vào giữa thế kỷ 14, khu vực đã là một phần của Đại công quốc Litva với tư cách là công quốc thái ấp, các thân vương dòng Gediminas (nói tiếng Ruthenia và theo Chính thống giáo) đã thành lập thủ phủ của họ tại các thành phố Novhorod-Siverskyi, Starodub và Trubchevsk. Trong các cuộc chiến tranh Litva-Moskva 1501-1503, một đồng minh của Đại công quốc Litva là hãn Đại Trướng Sheikh Ahmed đã phá hủy thủ phủ Novgorod-Siverskyi của công quốc, vào thời điểm đó do người Moskva kiểm soát. Sau thất bại của Litva trong Trận Vedrosha, Công quốc Severia bị Đại công quốc Moskva giành lấy. Sau chiến tranh, công quốc được kiểm soát bởi Thân vương Vasiliy Shemiachich phụ thuộc Moskva (sau khi ông bị cầm tù ở Moscow năm 1523, công quốc được cai quản bởi các thống đốc của Moskva (capetanus))
Trong thế kỷ 18, các hetman của người Cossack Ukraina đã thành lập dinh thự tại các thị trấn Baturyn, Hlukhiv và Pochep. Đặc biệt, Hlukhiv đã phát triển thành một thủ đô thực sự của Ukraina vào thế kỷ 18.
Sau Cách mạng Bolshevik, các vùng đất Severia, nơi có sự pha trộn giữa người Ukraina và người Nga, được phân chia giữa các nước cộng hòa Xô viết Ukraina và Nga, là sự phân chia cuối cùng vùng đất của người Severia trước đây.

## Văn hóa
Kể từ thế kỷ 16 và 17, phong cách vẽ biểu tượng Severia chi tiết đã được hình thành. Nó bị ảnh hưởng nhiều bởi các mẫu vật Byzantine bảo thủ thống trị ở Đại công quốc Moskva. Các biểu tượng Severia được đặc trưng bởi sự kiềm chế, sự nghiêm khắc và khổ tu bên trong. Những đặc điểm này vẫn tồn tại trong thời kỳ Baroque: khối lượng và cảm xúc hầu như không có. Bộ sưu tập các biểu tượng Severia được lưu giữ trong Bảo tàng các biểu tượng quê hương Ukraina trong Lâu đài Radomysl.